# Black Cat (chanson)
Pour les articles homonymes, voir Black Cat.
Singles de Janet Jackson
Come Back to Me
(1990) Love Will Never Do (Without You)
(1990)
Black Cat est une chanson de Janet Jackson extrait de l'album Janet Jackson's Rhythm Nation 1814. Black Cat est le sixième single de l'album et a été publié le 28 août 1990. Il s'agit de la première chanson à avoir été écrite uniquement par Janet Jackson, les deux autres titres étant Whoops Now publié en 1993 et Ask for More publié en 1998.
Contrairement à la plupart des anciens titres R&B et pop que Jackson avait sorti auparavant, cette chanson change radicalement de style qui s'oriente plus vers du rock. Le titre a été coproduit par l'un des guitaristes de l'album, Jellybean Johnson.
La chanson s'est classée à la première position au Billboard Hot 100 le 27 octobre 1990 et est ainsi devenue le quatrième single de Janet Jackson à avoir atteint la première place dans ce classement.
The 1814 Megamix est présent sur la Face-B de certaines versions de Black Cat. Le titre a été remixé par Alan Coulthard et des singles tels que Alright, Escapade, Rhythm Nation et Miss You Much y sont inclus.

## Vidéoclip
Réalisé par Wayne Isham, le clip pour Black Cat est une vidéo filmée lors du break de la tournée Rhythm Nation 1814 Tour le 5 et 6 avril 1990. La vidéo apparaît sur le DVD The Rhythm Nation Compilation et sur la compilation Design of a Decade 1986/1996. La vidéo a aussi été publiée sur iTunes Store le 27 avril 2007.

## Musiciens
- Janet Jackson - chants
- Jellybean Johnson - guitare, boîte à rythmes
- Dave Barry - guitare électrique (6 & 12 cordes)
- Jesse Johnson - guitare
- John McClain - guitare
- Nuno Bettencourt - guitare rythmique (Black Cat (Video Mix / short & long solo)
- Vernon Reid - guitare (Black Cat (featuring Vernon Reid))
- Derek Organ - batterie (Black Cat (featuring Vernon Reid))
- Jimmy Jam - basse

## Liste des titres
| A.  | Black Cat (Video Mix / Short Solo) | Janet Jackson                                | 4:31 |
| B1. | Alright (7" R&B Mix)               | Janet Jackson, James Harris III, Terry Lewis | 4:34 |

| A1. | Black Cat (Funky 12")              | CJ Mackintosh, Dave Dorrell | 5:45 |
| A2. | Black Cat (Funky 7")               | CJ Mackintosh, Dave Dorrell | 4:41 |
| A3. | Black Cat (Video Mix / Short Solo) | Michael Wagener             | 4:31 |
| B1. | Black Cat (3 Snaps Up 12")         | Vaughn Halyard              | 7:31 |
| B2. | Black Cat (3 Snaps Up 7")          | Vaughn Halyard              | 4:24 |
| B3. | Black Cat (3 Snaps Up Dub)         | Vaughn Halyard              | 6:12 |

| 1.  | Black Cat (7" Version)               |                                    | 4:30 |
| 2.  | Black Cat (Video Mix / Short Solo)   | Michael Wagener, Jellybean Johnson | 4:31 |
| 3.  | Black Cat (Video Mix / Long Solo)    | Michael Wagener, Jellybean Johnson | 4:48 |
| 4.  | Black Cat (Album Version)            | Steve Hodge                        | 4:29 |
| 5.  | Black Cat (Featuring Vernon Reid)    | Vaughn Halyard                     | 4:48 |
| 6.  | Black Cat ("3 Snaps Up" 7" Version)  | Vaughn Halyard                     | 4:24 |
| 7.  | Black Cat (Funky 7" Version)         | CJ Mackintosh, Dave Dorrell        | 4:41 |
| 8.  | Black Cat ("3 Snaps Up" 12" Version) | Vaughn Halyard                     | 7:31 |
| 9.  | Black Cat (Funky 12" Version)        | CJ Mackintosh, Dave Dorrell        | 5:44 |
| 10. | Black Cat ("3 Snaps Up" 12" Dub)     | Vaughn Halyard                     | 6:12 |
| 11. | The 1814 Megamix (Full Version)      | Alan Coulthard                     | 7:24 |

## Charts
| Pays             | Chart                 | Meilleure position | Total semaine | Réf    |
| ---------------- | --------------------- | ------------------ | ------------- | ------ |
| Allemagne        | Media Control Charts  | 34                 | 15            | [ 6 ]  |
| Australie        | ARIA Charts           | 6                  | 21            | [ 7 ]  |
| États-Unis       | Billboard Hot 100     | 1                  | 16            | [ 1 ]  |
| États-Unis       | Hot R&B/Hip-Hop Songs | 10                 | 12            | [ 1 ]  |
| États-Unis       | Hot Dance Club Songs  | 17                 | 7             | [ 1 ]  |
| Irlande          | Irish Singles Chart   | 11                 | 4             | [ 8 ]  |
| Norvège          | VG-lista              | 5                  | 7             | [ 9 ]  |
| Nouvelle-Zélande | Rianz                 | 25                 | 11            | [ 10 ] |
| Pays-Bas         | MegaCharts            | 18                 | 11            | [ 11 ] |
| Royaume-Uni      | UK Singles Chart      | 15                 | 6             | [ 12 ] |
| Suède            | Sverigetopplistan     | 16                 | 1             | [ 13 ] |
| Suisse           | Swiss Music Charts    | 10                 | 11            | [ 14 ] |